# Sumter Bruton
Thomas Sumter Bruton III (* 31. Oktober 1944 in Fort Worth, Texas; † 30. September 2022) war ein US-amerikanischer Blues- und Jazzmusiker (Gitarre), der vorwiegend in seiner Heimat Texas aktiv war.

## Leben und Wirken
Sumter Bruton wurde in eine musikalische Familie hineingeboren. Seine Eltern besaßen in Fort Worth das Record Town, ein Geschäft, das 1957 am University Drive gegenüber der Texas Christian University eröffnet wurde, wo er Baseball spielte und einen Abschluss machte. Er begann seine Karriere als Gitarrist und trat 1962 der Band des lokalen Bluesmusikers Robert Ealey bei, die 1962 zu Robert Ealey and the Five Careless Lovers wurde. Sie spielten oft im New Bluebird Nightclub in der Horne Street von Fort Worth, wo Sumter seine Fähigkeiten auf der Gitarre verfeinerte. Schließlich hatte Sumter die texanische Blues-, Swing-, Country- und Jazz-Tradition jahrelang am Leben erhalten und gedeihen lassen, indem er die Musik sowohl auf der Bühne spielte als auch im Plattenladen seiner Familie, Record Town, anbot.
Aufnahmen Sumters entstanden mit Robert Ealey and His Five Careless Lovers, Slim Richey’s Jazz Grass, Doyle Bramhall und The Juke Jumpers; im Bereich des Jazz war er laut Tom Lord zwischen 1973 und 1991 an drei Aufnahmesessions beteiligt, u. a. mit dem Sänger/Gitarristen Jim Colegrove (Border Radio) und Zuzu Bollin (Texas Bluesman). Des Weiteren trat Bruton in den beiden Filmen True Stories (1986) and Tiger's Tale – Ein Tiger auf dem Kissen (1987) auf.
Sein Bruder war der Musiker und Schauspieler Stephen Bruton (1948–2009).

## Diskographische Hinweise
- The Juke Jumpers: Villa Acuna 1963 (Cool Groove, ed. 2009)
- Robert Ealey and His Five Careless Lovers: Live at The New Bluebird Nite Club (Blue Royal, 1973)
- The Juke Jumpers: The Joint's Jumpin’ (1981)
- Sumter Bruton III & Michael H. Price: Swingmasters Revue (Aristokraft, 1995)